# 샘 패러
샘 패러(Sam Farrar, 1978년 6월 29일 ~ )는 미국의 베이시스트로, 팬텀 플래닛과 마룬 5의 멤버이다.

## 마룬 5
샘 패러는 마룬 5의 애덤 리바인과 제임스 밸런타인의 전 룸메이트로 마룬 5와 평소 친한 사이이다. 그는 마룬 5의 모든 정규 음반에 작사작곡이나 프로듀서로 참여하였으며, 리믹스 음반인 Call And Response: The Remix Album에도 참여하였다. 2012년부터는 마룬 5의 투어 구성원으로 활동하고 있다. 그는 밴드 내에서 베이스 기타, 기타, 백 보컬, 샘플링, 턴 테이블 등을 맡고 있다.
2016년 정규 구성원으로 편입된 것으로 추정된다.

## 가족 관계
샘 패러는 오스트레일리아의 가수 존 패러(John Farrar)와 팻 캐럴의 아들이다. 또한 골든 고스트의 기타리스트이자 키보디스트인 맥스 패러와 형제이며, 가수 스테파니 에이텔(Stephanie Eitel)과 결혼하였다. 그들의 딸 Vesper Pearl Farrar는 2009년 8월 6일에, 아들 Roscoe Farrar는 2014년 1월 14일에 태어났다.

## 참조
1. ↑  http://sleepmachine.tripod.com/samfacts.html
2. ↑  “Eagle Ear Entertainment : Meet the Birds”. Eagleear.com. 2011년 7월 10일에 원본 문서에서 보존된 문서. 2011년 7월 8일에 확인함.
3. ↑  Name Sam Farrar Location Los Angeles Bio warbears central. “Sam Farrar (samfarrar) on Twitter”. Twitter.com. 2011년 7월 8일에 확인함.